# 메리얼
메리얼은 프랑스의 뉴로코스메틱 화장품 브랜드이다. 1909년 프랑스의 버나드 백작부인(Comtese de Bernard)이 설립하였다.
파리 생토노레(Saint-Honoré) 279번지에 메리얼 영국 미용 연구소(Marie Earles Instituteut Anglais de Beauté)에 의해 최초로 설립되었다. 파리에 영국 미용 연구소가 문을 연 직후, 파리를 방문하는 미국 여성들에게 전기분해와 다른 미용 시술을 제공하는 메리얼 광고가 뉴욕 신문에 나오기 시작하였다. 1912년, 메리얼은 뉴욕 이스트 57번가 30번지에 미국 지점을 설립했지만, 1918년이 되어서야 살롱이 문을 연 것으로 보인다. 1922년, 이것은 600 메디슨가로 옮겨졌다.
파리 살롱은 고객들에게 다양한 미용 준비와 트리트먼트를 제공했으며, 얼 셀러브레이트 스킨 토닉(Earle's Celebrated Skin Tonic)과 같은 일부는 이전 브랜드 형식을 한동안 유지했지만 대부분은 프랑스어 이름으로 리네이밍하거나 공식적인 메리얼(Marie Earle)로 판매되었다.